# Baal

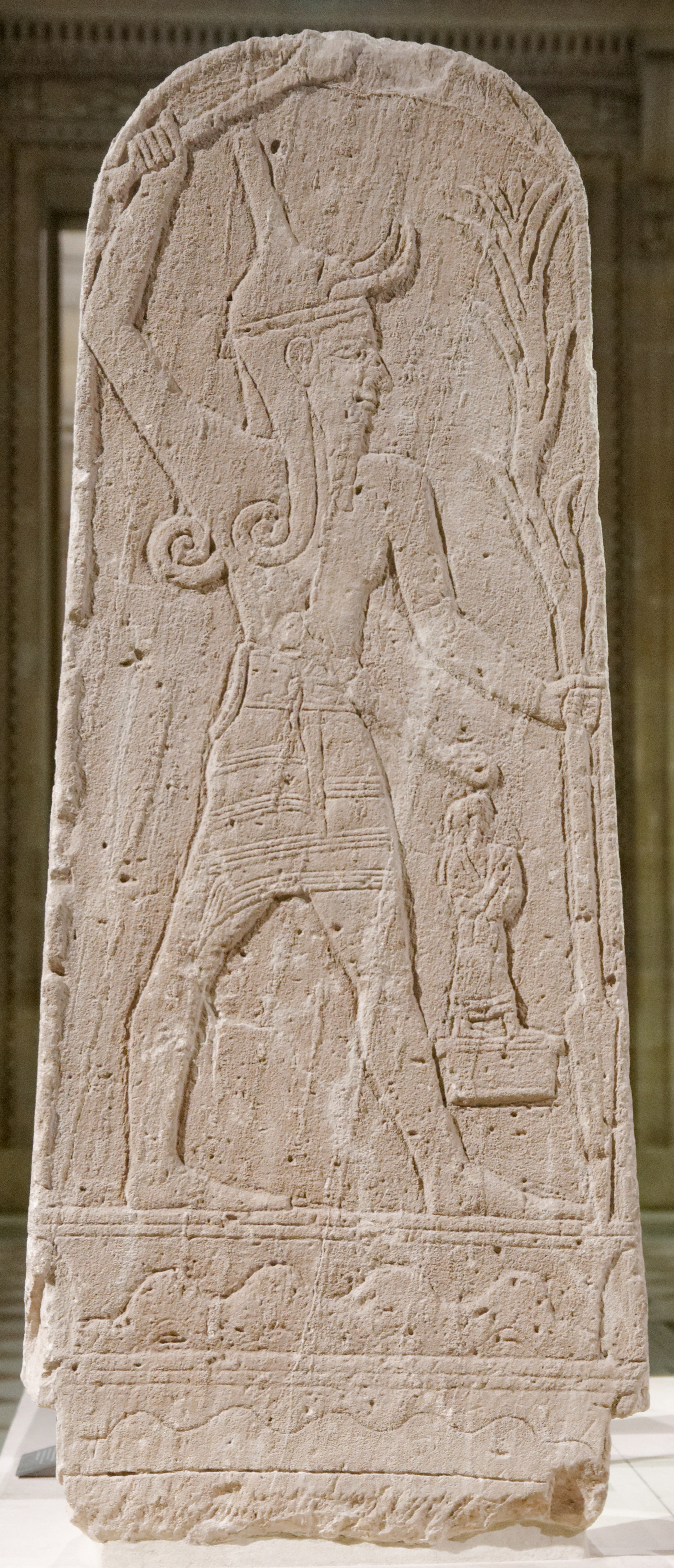
Baal na stéle z Ugaritu (Louvre)

Baal byl starověký bůh uctívaný v různých formách na Předním východě.
Baal původně obecně znamenalo „vlastník“, pak „pán“ nebo „manžel“. Ve starším období se tak nazývali místní bůžkové, „vlastníci“ posvátných míst. Později se stal titulem a pak i běžným označením Hadada (Iškura), boha deště a bouře.
Baal se stal jedním z nejdůležitějších bohů Kanaánu, Ugaritu i Foiničanů. Často se jméno Baal doplňovalo dalšími přívlastky, čestnými tituly nebo pro rozlišení jednotlivých Baalů. Například ugaritský Baal Safón podle hory Safón na sever od města, kde stála jeho svatyně. Baalovou družkou byla bohyně Anat.
Ve Starém zákoně pěstuje kult Baala král Achab a jeho foinická manželka Jezábel. Proti baalismu vystupuje Elijáš a jeho žák Elíša.
Tehdy velmi rozšířený a v Tanachu a Bibli tvrdě kritizovaný Baalův kult byl známý mimo jiné kultickou prostitucí. Baalův kult, nazývaný také kult plodnosti, se vyznačoval sexuálními orgiemi, které byly formou bohoslužby – v každé Baalově svatyni byla kněžka (prostitutka), která lákala k bohoslužbě formou sexu; sakrální prostituce měla tzv. napodobivou magií zajistit plodnost a úrodu.